# レジャーシート

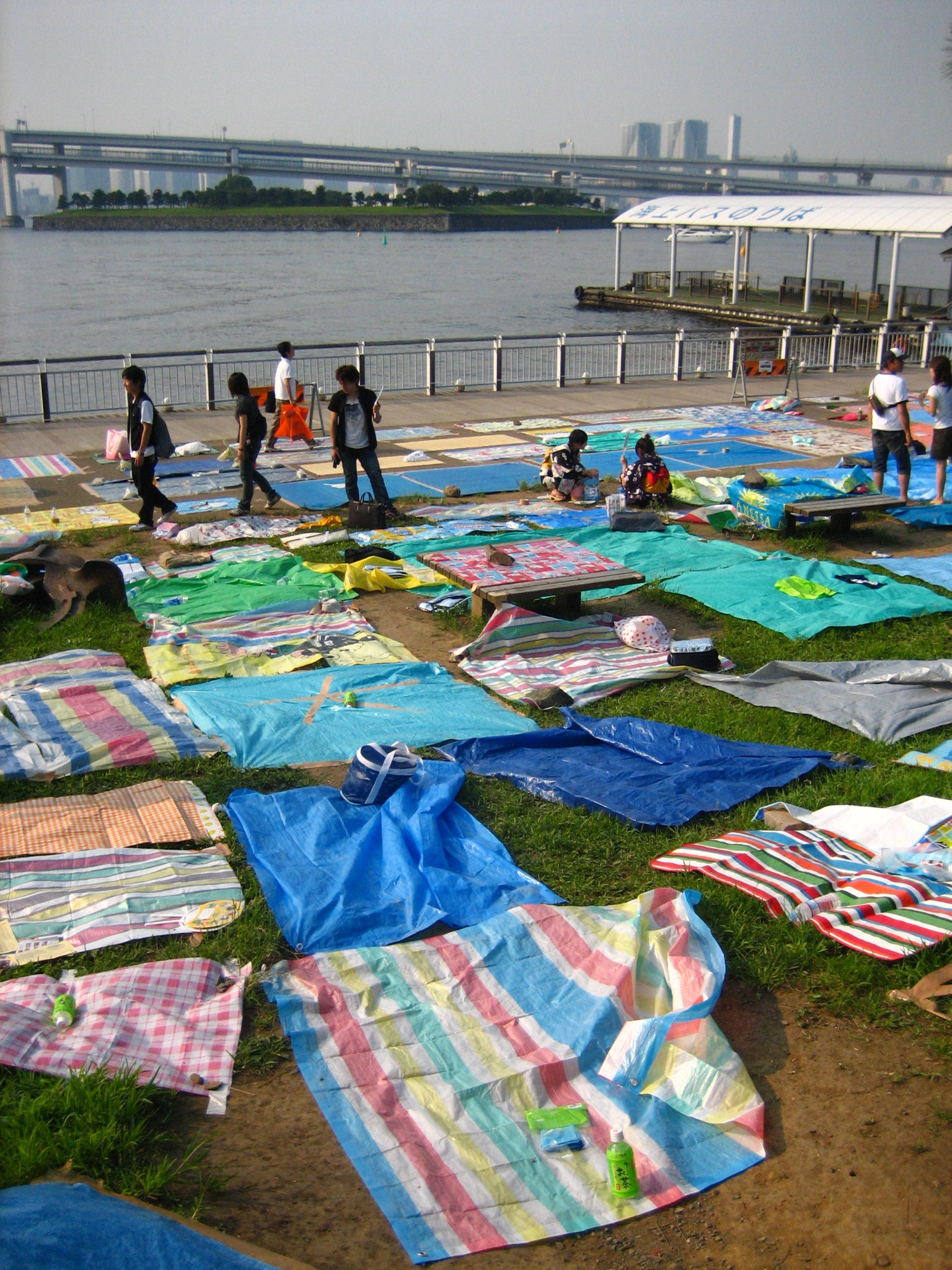
レジャーシート

レジャーシートは、ピクニックシートとも呼ばれる場合がある。
地面にじかに座ったり物を置いたりすることを回避するために、広げて敷くシート（敷物）のこと。素材は、耐水・防水性のあるビニール、ポリエチレン、ポリプロピレンなどが主流。
ポリエチレン・ポリプロピレン製では、フラットヤーン（フィルムを短冊状にカット・延伸して強度を持たせた平らな糸）を用いたものがある。
軽量・薄手で持ち運びに便利だが、強風に飛ばされやすい傾向のものもある。運動会の観戦・花見・遠足・ピクニックなどにおいて、用いられる。